# UniCI2
UniCI2 es un proyecto cooperativo para la formación en competencias informacionales e informáticas, del que forman parte actualmente las bibliotecas de las universidades de Alicante, Huelva, La Laguna,  Santiago de Compostela, Vigo y Zaragoza.
La iniciativa partió de la Biblioteca de la Universidad de La Laguna, que desde 2006 venía desarrollando un proyecto de formación en competencias informacionales dirigido a alumnos de primer curso de las titulaciones de grado. Las bibliotecas universitarias de Zaragoza y Santiago de Compostela mostraron su interés en compartir este proyecto, por lo que en junio de 2010 las tres universidades firmaron un convenio de colaboración, al que posteriormente se incorporaron las universidades de Alicante, Huelva y Vigo.
El principal objetivo de UniCI2 es desarrollar un modelo común de taller formativo para la iniciación en competencias informacionales dirigido a alumnos de primer curso de las titulaciones de grado. Dicho modelo es impartido por cada una de las bibliotecas participantes, adaptándolo a sus particulares circunstancias, pero manteniendo unos contenidos y criterios mínimos comunes. Las bibliotecas participantes ponen en común sus resultados y experiencias con el fin de conseguir una mejora constante del modelo.